# Меджед (божество)
Меджед — второстепенное древнеегипетское божество, упомянутое в Книге мёртвых.

## Книга мёртвых
«Книга мёртвых» состоит из нескольких отдельных древнеегипетских погребальных текстов с сопровождающими их иллюстрациями. Как правило, они были написаны на папирусе и использовались с самого раннего периода Нового царства примерно до 50 г. до н. э. Эти тексты состоят из магических заклинаний, некоторые из которых должны были даровать умершему человеку мистические знания в загробной жизни или дать ему контроль над окружающим миром во время путешествия по Дуату (загробному миру).

Меджед упоминается в заклинании 17b. Его имя означает «поражающий». В переводе Рэймонда Фолкнера заклинание звучит так:
Я знаю имя этого поражающего [подразумевается Меджед] среди них, который принадлежит к Дому Осириса, который стреляет глазами, но остаётся невидимым. Небо охвачено огненным пламенем из его пасти, и Хапи докладывает, но он остаётся невидимым.
Более Меджед нигде не упоминается.
Египтолог Герман Грапов предположил, что Меджед может относиться к звезде (учитывая, что Меджед, как говорят, излучает свет и связан с циклическим разливом Нила), но, как отмечает Илария Каридди, имя Меджеда пишется без определителя в виде звезды.

## Рисунки
По словам Иларии Каридди, визуальные изображения Меджеда можно найти только на девяти папирусных свитках, все из которых датируются примерно временем правления XXI династии Египта. Самый известный — папирус из Гринфилда.

## Галерея

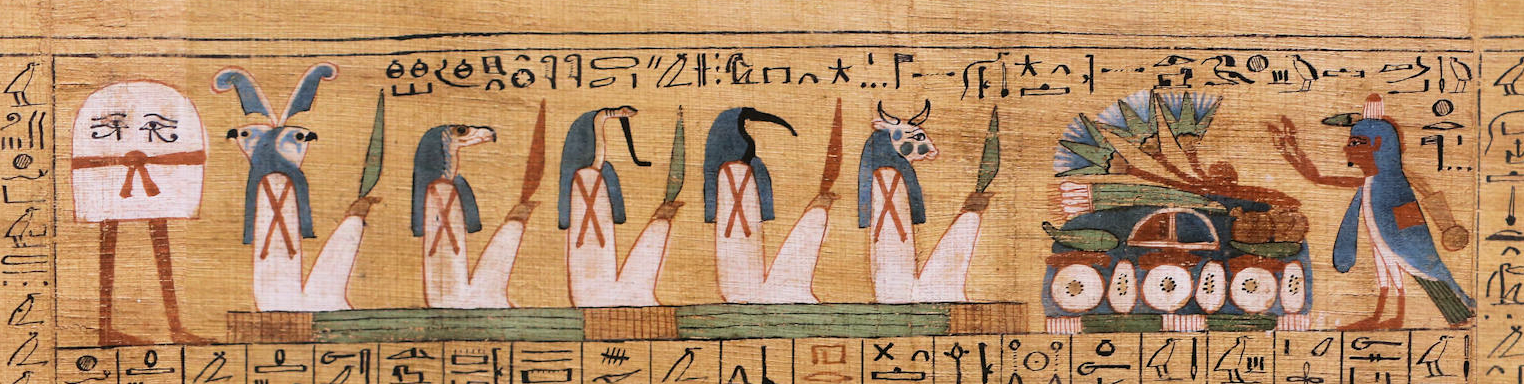
Иллюстрация с Каирского папируса JE 95658
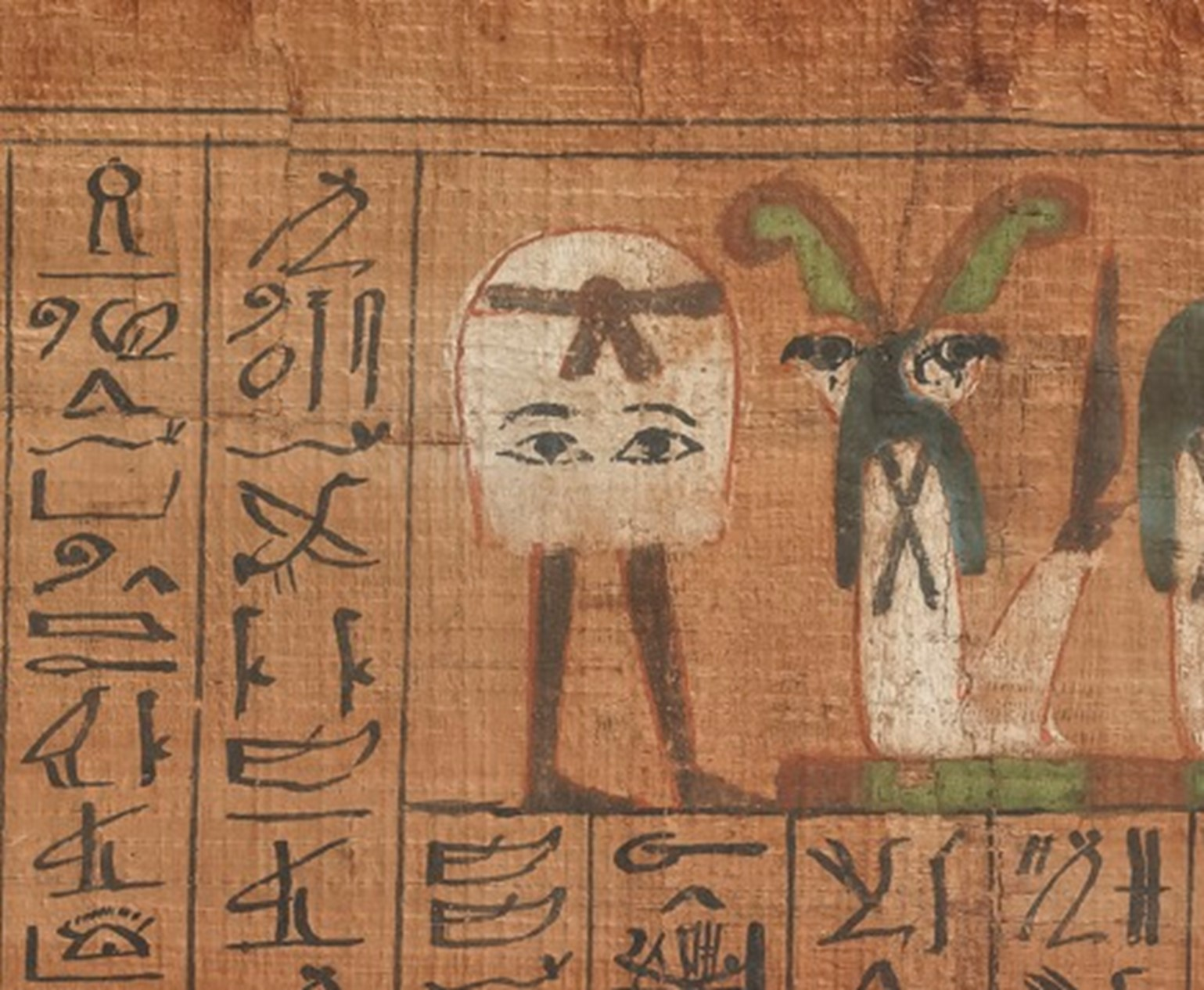
Фрагмент свитка Бодмера 100
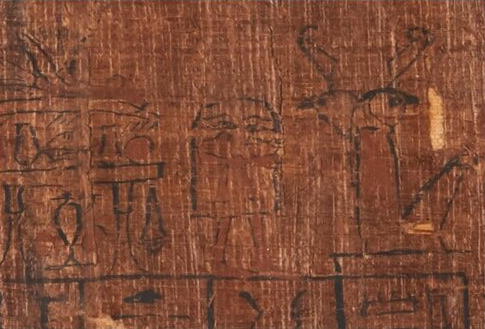
Фрагмент свитка Бодмера 101. Фигура Меджеда в центре.
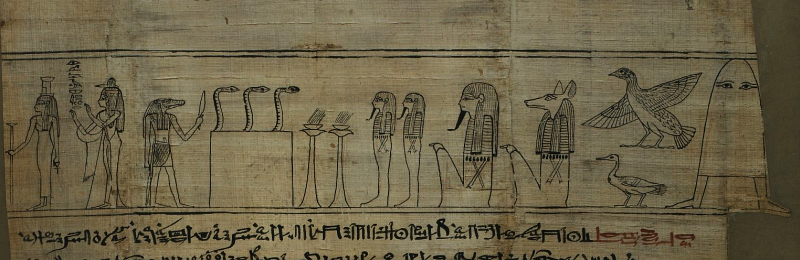
Фрагмент папируса из Гринфилда, лист 12. Меджед - крайний справа.
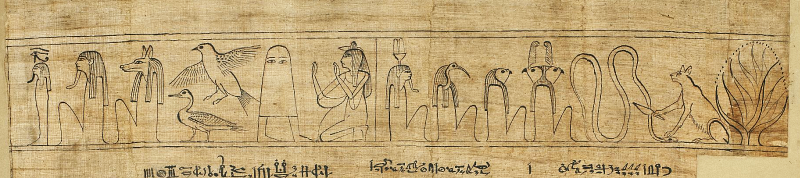
Фрагмент папируса из Гринфилда, лист 76. Меджед чуть левее от центра.
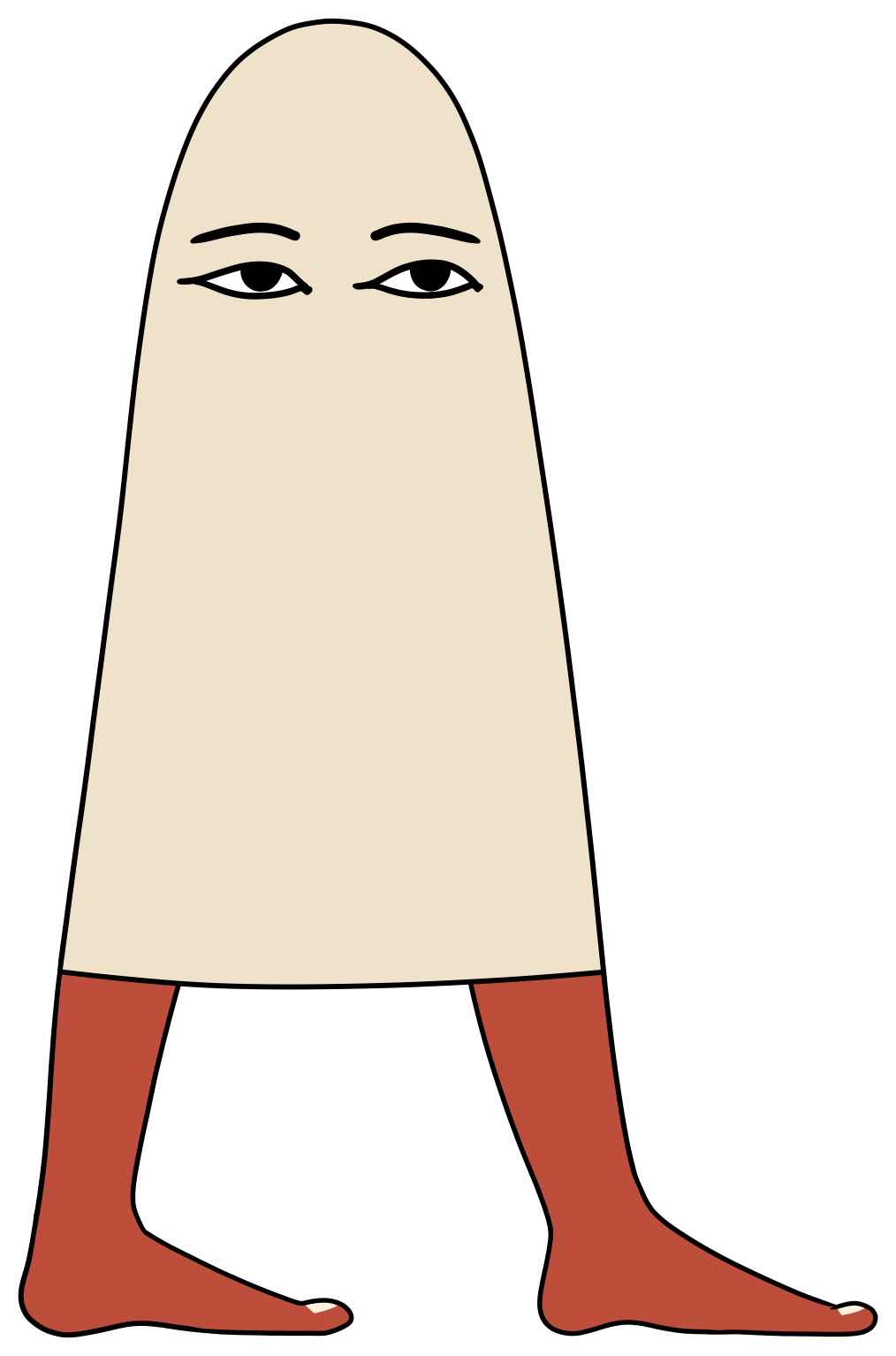
Репродукция фигуры Меджеда из Гринфилдского папируса